# Модзолевский, Виктор Игоревич
Виктор Игоревич Модзолевский (13 апреля 1943 года, Актюбинск, СССР — 20 ноября 2011 года, Тульская область, Россия) — советский фехтовальщик на шпагах. Заслуженный мастер спорта России (1993, первый среди фехтовальщиков).
Виктор Модзолевский на двух Олимпиадах завоёвывал медали в командном первенстве по шпаге. В Мехико в 1968 году он получил серебряную медаль, а через четыре года в Мюнхене команда заняла третье место. В 1976 году он участвовал в Олимпиаде, но занял четвёртое место. Чемпион мира 1967 в командных соревнованиях.
После работал тренером в России. 20 ноября 2011 года погиб в автомобильном инциденте на трассе Воронеж — Тула в Тульской области, возвращаясь домой с Кубка России по фехтованию среди ветеранов. Выйдя из своего автомобиля он был сбит грузовиком.
Похоронен 23 ноября в Воронеже.